# Carlos Reichenbach
Carlos Oscar Reichenbach Filho (Porto Alegre, 14 de juny de 1945 – São Paulo, 14 de juny de 2012) va ser un guionista, director de cinema i fotografia, professor, fotògraf, crític, actor i assagista brasiler.
Al cinema brasiler, va destacar com un dels principals directors de l'anomenada "Boca do Lixo" a São Paulo, que es va centrar en la producció a la regió central de São Paulo, i va ser un dels directors de São Paulo de l'anomenat cinema d'autor.
Ha escrit i dirigit 6 curtmetratges, 4 llargmetratges i 15 llargmetratges, guanyant diversos premis al Brasil i a l'estranger. Va dirigir i fotografiar més de 200 pel·lícules comercials i institucionals entre 1971 i 1974.

## Biografia
A l'edat d'un any es va traslladar a São Paulo. Va assistir a l'Escola de Cinema de São Luiz. Allà, va ajudar a desenvolupar l'anomenat cinema marginal a São Paulo. Els seus professors van ser Roberto Santos, Anatol Rosenfeld, Paulo Emílio Salles Gomes, Mário Chamie, Décio Pignatari, i sobretot, Luiz Sérgio Person, responsable pel seu interès en dirigir pel·lícules.
Amb João Callegaro i Antônio Lima va realitzar els seus primers llargmetratges: els episodis "As Libertinas" (1968) i "Audácia, a fúria dos desejos" (1969).
Va morir als 67 anys, víctima d'una insuficiència cardíaca.

## Filmografia
- 2007 - Falsa Loura[4]
- 2005 - Bens Confiscados
- 2004 - Garotas do ABC
- 2003 - Equilíbrio & Graça (curtmetratge)
- 1999 - Dois Córregos
- 1994 - Olhar e Sensação (curtmetratge)
- 1993 - Alma Corsária
- 1990 - City Life'(episodi: Desordem em Progresso)
- 1986 - Anjos do Arrabalde
- 1985 - Filme Demência
- 1984 - Extremos do Prazer
- 1982 - As Safadas (episodi: A Rainha do Fliperama)
- 1981 - O Paraíso Proibido
- 1981 - O Império do Desejo
- 1980 - Sangue Corsário (curtmetratge)
- 1980 - Sonhos de Vida (curtmetratge)
- 1980 - Amor, Palavra Prostituta
- 1978 - A Ilha dos Prazeres Proibidos
- 1977 - Sede de Amar
- 1974 - Lilian M: Relatório Confidencial[5]
- 1973 - O Guru e os Guris (productor i director de fotografia)
- 1972 - Corrida em Busca do Amor
- 1970 - Audácia (episodi: A Badaladíssima dos Trópicos X os Picaretas do Sexo)
- 1968 - As Libertinas (episodi: Alice)
- 1967 - Esta Rua tão Augusta (curtmetratge)

## Premis
Festival de Brasília
- 1993: Millor Director, Millor Guionista, Millor Pel·lícula, Premi de la Crítica (Alma Corsária)
- 2003: Premi del Jurat (Garotas do ABC)

Festival de Gramado
- 1987: Millor Pel·lícula (Anjos do Arrabalde)
- 1986: Millor Director, Premi de la Crítica (Pel·lícula Demência)
- 1984: Premi del Jurat (Extremos do Prazer)

Cine PE
- 2005: Millor Pel·lícula de Ficció (Bens Confiscados)

Premi APCA
- 2009: Millor Guionista (Falsa Loura)
- 2000: Millor Director (Dois Córregos)
- 1995: Millor Pel·lícula (Alma Corsária)
- 1985: Millor Guionista Original (Extremos do Prazer)
- 1978: Millor Fotografia (Excitação)
- 1976: Millor Guionista (Lilian M.: Relatório Confidencial)

## Llibres
- Lyra, Marcelo. Carlos Reichenbach: O Cinema Como Razão de Viver São Paulo: Imprensa Oficial do Estado de São Paulo, 2004., ISBN 85-7060-237-5.

## Entrevistes
- Carlão: erudito e popular - homenagem a Carlos Reichenbach. YouTube Entrevista el juny de 2011. Minisèrie Boca do Lixo: a Bollywood brasileira, dirigida per Daniel Camargo.
- Entrevista SescTv. Homenagem a Carlos Reichenbach a YouTube.
- Carlos Reichenbach nos 10 Anos do Canal Brasil a YouTube.
- Carlos Reichenbach - Especial TV PUC-SP a YouTube. Gravat sota direcció de Pedro Dantas el juliol de 2005 durant el IV Festival Santa Maria Vídeo i Cinema, a l'interior de Rio Grande do Sul.